# پراکریتی

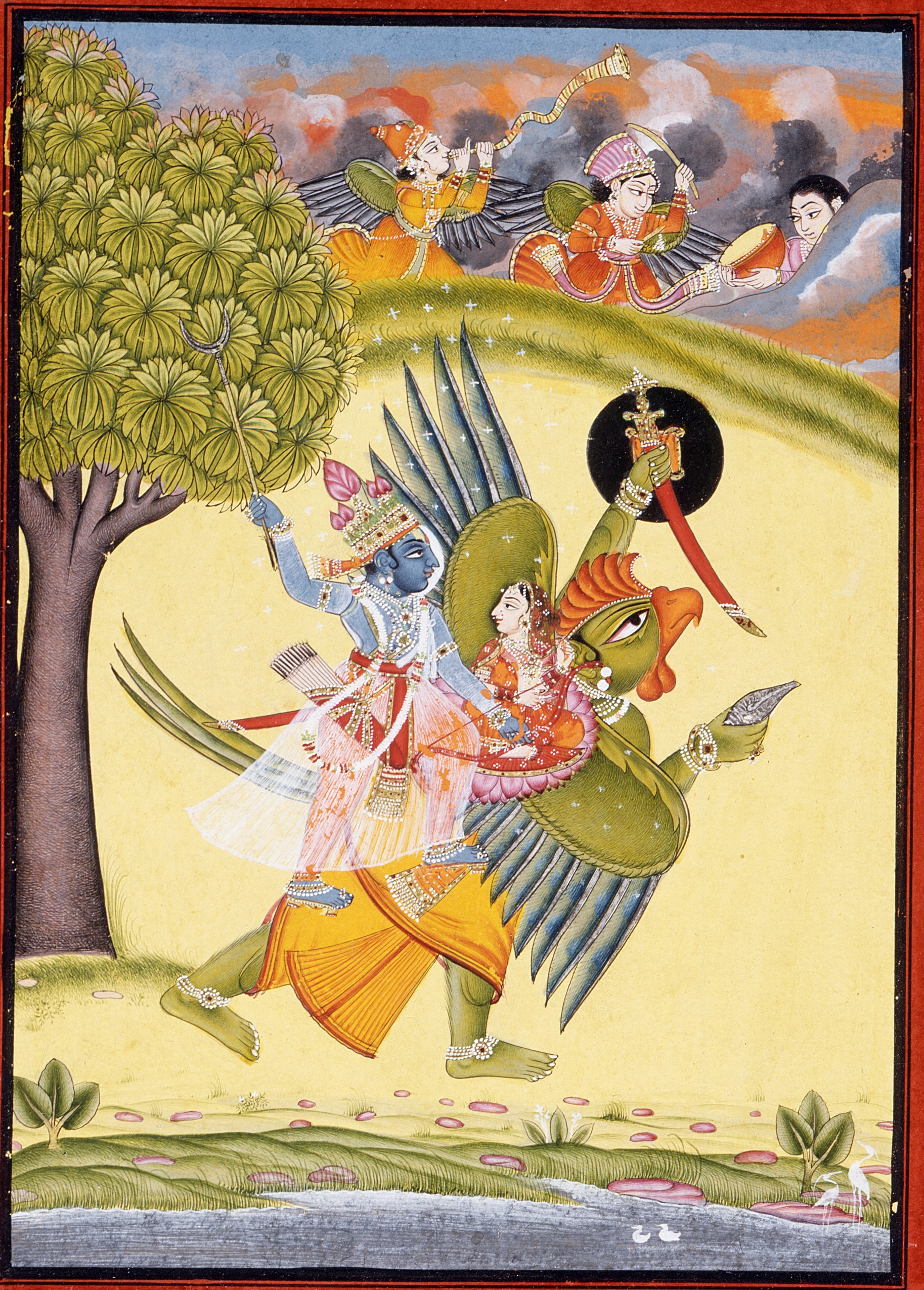
نارایانا (ویشنو) سوار بر گارودا با نقاشی شری لاکشمی. آبرنگ، آبرنگ مات، طلا و نقره روی کاغذ

پراکرتی یا پراکریتی یا پراکروتی (به سانسکریت: प्रकृति) به معنی طبیعت است. در آیین هندوئیسم، پراکریتی طبیعت ابتدایی هوشمندی است که جهان بر پایه آن وجود دارد و عمل می‌کند. پراکریتی در بهگود گیتا به عنوان «نیروی انگیزش نخستین» توصیف شده‌است. جز اصلی تشکیل‌دهنده جهان است و پایه تمامی فعالیت آفرینش است. خدای یگانه‌ای که در وداها مطرح شده دو بخش اساسی دارد: پراکریتی و پوروشا. 
تمام خدایان مذکری که هندوها می‌پرستند نمونه‌هایی از پوروشا هستند و خدایان مونث نمونه‌هایی از پراکریتی.